# Autovía A-75
Die Autovía A-75 oder  Conexión A-52–Portugal ist eine Autobahn in Spanien. Die Autobahn beginnt in Verín und endet in Feces de Abajo an der Grenze zu Portugal. Sie bildet einen Abschnitt der Europastraße 801.

## Größere Städte an der Autobahn
- Verín